# Ixodes dawesi
Ixodes dawesi (лат.) — вид клещей рода Ixodes из семейства Ixodidae. Африка. Паразитируют на млекопитающих: среди хозяев выдровые землеройки (Potamogale velox, Micropotamogale ruwenzorii). Вид был впервые описан в 1956 году английским энтомологом Доном Артуром (Don Ramsay Arthur, King’s College, University of London).

## Распространение
Африка: Заир.